# Abarbaree (Mutter von Aisepos und Pedasos)
Abarbaree (altgriechisch Ἀβαρβαρέη Abarbaréē) ist eine Najade der griechischen Mythologie.
Bukolion, ein unehelicher Sohn des Königs Laomedon von Troja und der Nymphe Kalybe, hütete als Hirte Schafe und errang die Liebe der jungen Abarbaree. Sie hatte mit ihm die Zwillingssöhne Aisepos und Pedasos, die vor Troja von Euryalos getötet wurden. Nach einer anderen Sagenversion wurde Abarbaree durch Bukolos auch die Mutter von Euphorbos, der als Jäger auf dem Ida lebte.